# Dasypops schirchi
Genre
Espèce
Statut de conservation UICN

 VU B1ab(iii) : Vulnérable
Dasypops schirchi, unique représentant du genre Dasypops, est une espèce d'amphibiens de la famille des Microhylidae.

## Répartition
Cette espèce est endémique du Brésil. Elle se rencontre dans les plaines côtières des États de Bahia et d'Espírito Santo. Elle est présente du niveau de la mer jusqu'à 60 m d'altitude,.

## Étymologie
Cette espèce est nommée en l'honneur de Paulo F. Schirch.

## Publication originale
- Miranda-Ribeiro, 1924 : De Batrachorum generos specibusque duobus in Collectio Musei Nationalis Servatis. Boletim do Museu Nacional do Rio de Janeiro, vol. 1, p. 255-257.